# Giovanni Battista Tagliasacchi
Pour les articles homonymes, voir Tagliasacchi.
Giovanni Battista Tagliasacchi, né le 26 août 1696 à Borgo San Donnino et mort le 3 décembre 1737 au château de Castelbosco (it), dans la commune de Gragnano Trebbiense, est un peintre italien baroque.

## Biographie
Giovanni Battista Tagliasacchi Borgo San Donnino (aujourd'hui Fidenza) naît en 1696, fils de Giovanni Maria Tagliasacchi, un orfèvre, et de Lidia Arcari Scarabelli, et il est baptisé le 27 août. Tagliasacchi commence ses études artistiques à Parme sous Giacomo Maria Giovannini. En 1715, le jeune peintre déménage à Bologne, pour étudier sous Giovan Gioseffo dal Sole, qui lui apprend les beautés de l'art de Guido Reni. Il a aussi possiblement fréquenté l'Accademia Clementina à cette époque. Il revient à sa ville natale après le décès de son père en 1719. En 1721, il réalise une Madonna col Bambino e santi pour les pères capucins, inaugurée le 21 janvier, et qui a reçu les éloges de François Farnèse. À cette époque, il aurait aussi fait un court séjour à Rome, vers 1719 selon Corrado Ricci (it), entre 1723 et 1725 selon Giuseppe Cirillo et Giovanni Godi, ou plutôt en 1725 selon Barbara Latimbri. De 1722 à 1727, il réalise deux grandes toiles et deux petites pour l'oratoire San Giuseppe à Cortemaggiore. Son Immacolata, peinte en 1728, montre une transition de son style vers les peintres parmesans. Il a beaucoup étudié les œuvres du Corrège et de Parmigianino. Il réalise de nombreuses peintures commandées par des églises locales et les Farnese.
Il laisse deux peintures inachevées, une Beata Vergine della cintura et un Sant'Agostino, commandés en décembre 1736. Il meurt en décembre 1737 au château du marquis Fabio Scotti.
Son style est au début caractérisé par les peintres de l'école bolonaise, mais est par la suite influencé par les peintres parmesans du XVIe siècle. Son style est caractérisé par son utilisation de brillantes lumières vacillantes, de draperie froissée et sa tendance à regrouper les éléments de la composition picturale.

## Œuvres
Ses peintures peuvent être retrouvées dans la cathédrale de Fidenza, à la galerie nationale de Parme, et dans d'autres lieux des environs de Fidenza et de Cortemaggiore. Cependant, la plupart de ses œuvres se retrouvent à Plaisance.